# Parsloe’s Chess Club
Parsloe’s Chess Club – klub szachowy z Londynu.

## Historia
Klub został założony w 1774 roku z inicjatywy François Philidora, stając się w ten sposób pierwszym w historii zorganizowanym brytyjskim klubem szachowym. Siedziba klubu mieściła się w Parsloe’s Coffee-House na St James’s Street. Liczebność była ograniczona do stu członków, a opłata wynosiła trzy gwinee. Philidor był stałym gościem klubu, od 1775 roku udzielał w nim lekcji, gier, symultan i pokazów na ślepo. Klub był ekskluzywnym miejscem, jego członkami byli m.in. Charles James Fox, Charles Watson-Wentworth i John Burgoyne. Śmierć Philidora w 1795 roku spowodowała upadek znaczenia klubu. Rolę francuskiego szachisty przejął włoski amator, uważany za najsilniejszego wówczas gracza na świecie, nazwiskiem Verdoni. Klub został rozwiązany w 1825 roku.